# Йол, Мартин
Мартин Корнелиюс Йол (нидерл. Maarten Cornelis Jol; род. 16 января 1956, Гаага) — нидерландский футболист и футбольный тренер. Выступал на позиции защитника. Провёл более 400 матчей в пяти различных клубах.

## Биография

### Карьера в сборной
В составе сборной Нидерландов Мартин дебютировал 11 октября 1980 года в товарищеском матче против сборной ФРГ на стадионе «Филипс» в Нидерландах, матч завершился вничью 1:1, в составе нидерландцев забитым мячом отличился защитник Эрни Брандтс, а у немцев забил Хорст Хрубеш.

### Тренерская карьера
26 мая 2009 года Йол подписал трёхлетний контракт с амстердамским «Аяксом», которым до него в течение года руководил Марко ван Бастен. 6 декабря 2010 года расторг контракт с «Аяксом» по взаимному согласию. 7 июня 2011 года подписал контракт с английским клубом «Фулхэм» сроком на 2 года. 1 декабря 2013 года был уволен из лондонского клуба в связи с неудовлетворительными результатами в сезоне 2013/14.

## Статистика

### Матчи Йола за сборную Нидерландов
| Матчи Йола за сборную Нидерландов | Матчи Йола за сборную Нидерландов | Матчи Йола за сборную Нидерландов | Матчи Йола за сборную Нидерландов | Матчи Йола за сборную Нидерландов | Матчи Йола за сборную Нидерландов |
| --------------------------------- | --------------------------------- | --------------------------------- | --------------------------------- | --------------------------------- | --------------------------------- |
| №                                 | Дата                              | Соперник                          | Счёт                              | Голы Йола                         | Соревнование                      |
| 1                                 | 11 октября 1980                   | ФРГ                               | 1:1                               | —                                 | Товарищеский матч                 |
| 2                                 | 30 декабря 1980                   | Уругвай                           | 0:2                               | —                                 | Золотой кубок чемпионов мира      |
| 3                                 | 6 января 1981                     | Италия                            | 1:1                               | —                                 | Золотой кубок чемпионов мира      |

Итого: 3 матча / 0 голов; 0 побед, 2 ничьи, 1 поражение.

## Достижения
Как игрока
Командные
«АДО Ден Хааг»
- Обладатель Кубка Нидерландов: 1975

Личные
- Футболист года в Нидерландах: 1985

Как тренера
Командные
«Схевенинген»
- Победитель National Non-league Championship: 1996

«Рода»
- Обладатель Кубка Нидерландов: 1996/97

«Аякс»
- Обладатель Кубка Нидерландов: 2009/10

«Аль-Ахли»
- Чемпион Египта: 2015/16

Личные
- Тренер года в Нидерландах: 2001, 2002
- Тренер месяца английской Премьер-лиги: декабрь 2004